# Dreadnought-Klasse

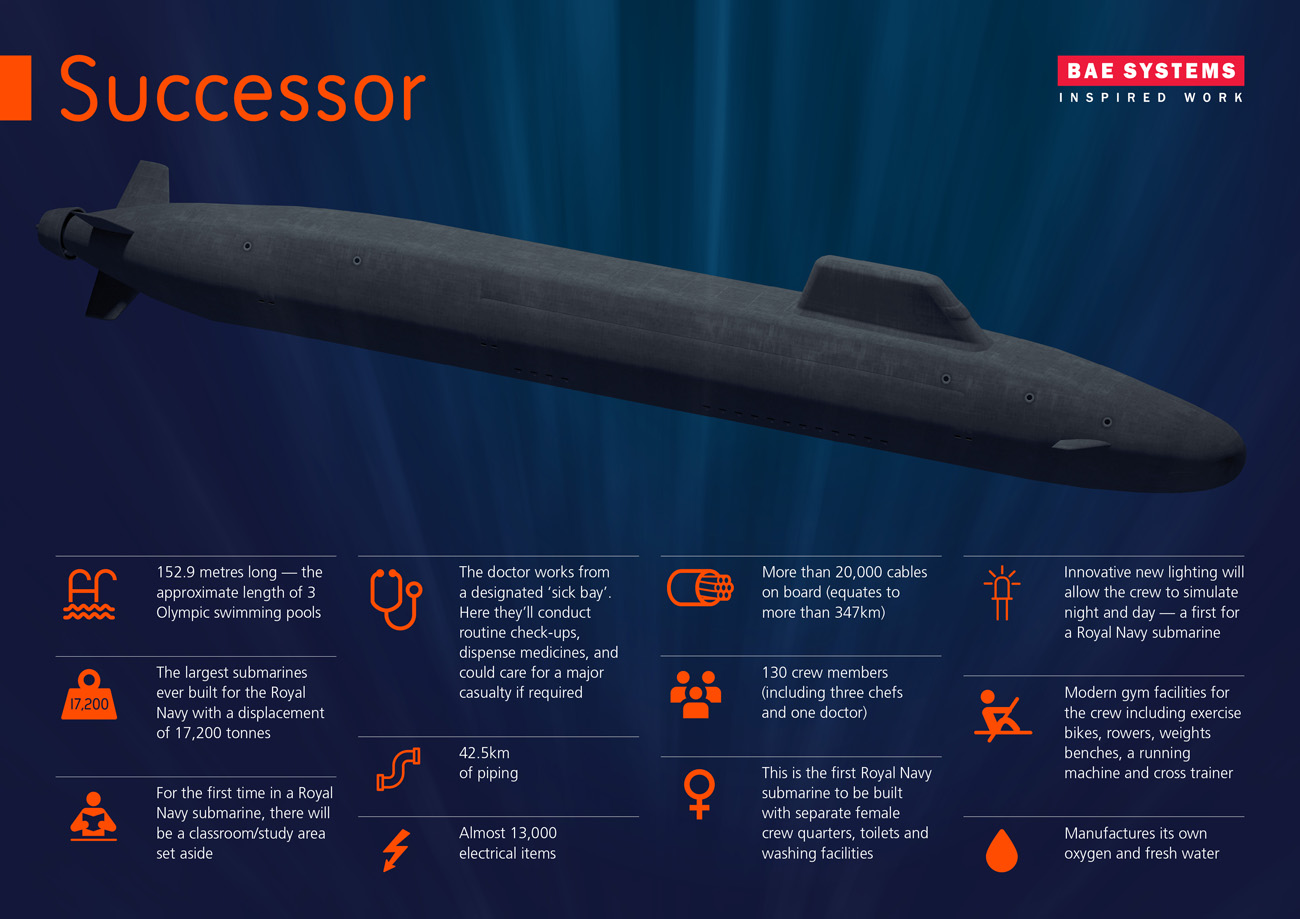
Infografik (englisch)

Die Dreadnought-Klasse ist eine sich im Bau befindliche Klasse von Atom-U-Booten der Royal Navy. Sie dienen zur nuklearen Abschreckung. Als U-Boot mit ballistischen Raketen (SSBN) werden sie mit  modernen Interkontinentalraketen ausgestattet. Sie sollen ab etwa 2028 die U-Boote der Vanguard-Klasse ersetzen bzw. ergänzen.

## Geschichte
Der Projektstart für erste Studien zur zweiten Dreadnought-Klasse der Royal Navy begann im Mai 2011. Das Parlament genehmigte am 18. Juli 2016 die Entwicklung und den Bau der vier Boote umfassenden Schiffsklasse. Die ersten Stahlschnitte erfolgten wenige Monate später am 5. Oktober des Jahres.
Die offizielle Kiellegungszeremonie der zukünftigen Dreadnought erfolgte am 20. März 2025.

## Technik
Die Abteilung mit den Silos der Atomraketen ist baugleich mit der Columbia-Klasse der United States Navy, das sogenannte Common Missile Compartment (CMC). Die Abteilung auf den britischen Booten enthält jedoch nur acht Raketensilos gegenüber 16 bei den zirka 17 m längeren Columbias, so dass ein Boot insgesamt 40 Nuklearsprengköpfe mit sich führen kann.
Auch beim Druckwasserreaktor des Typs PWR-3 arbeiten das Verteidigungsministerium des Vereinigten Königreichs und der Hersteller Rolls-Royce mit den US-Amerikanern zusammen.
Der Bau erfolgt in 16 Sektionen, die zunächst zu drei sogenannten „Mega-Units“ verbunden werden, bevor diese drei zu einem kompletten Rumpf zusammengefügt werden.

## Einheiten
| Kennung | Name           | Bauwerft                       | Brennstart      | Kiellegung    | Stapellauf | Indienststellung             | Bemerkungen |
| ------- | -------------- | ------------------------------ | --------------- | ------------- | ---------- | ---------------------------- | ----------- |
|         | Dreadnought    | BAE Systems, Barrow-in-Furness | 6. Oktober 2016 | 20. März 2025 |            | frühe 2030er Jahre (geplant) | im Bau      |
|         | Valiant        | BAE Systems, Barrow-in-Furness | September 2019  |               |            |                              | im Bau      |
|         | Warspite       | BAE Systems, Barrow-in-Furness | 9. Februar 2023 |               |            |                              | im Bau      |
|         | King George VI | BAE Systems, Barrow-in-Furness |                 |               |            |                              | geplant     |